# ارموسییو
ارموسییو (به اسپانیایی: Hermosillo، تلفظ: اِرمُسی‌یّو) پایتخت ایالت سونورا در مکزیک و مرکز اصلی اقتصادی برای این ایالت و منطقه است . تقریباً همهٔ تولیدها در ایالت سونورا در این شهر انجام می شهر و سی درصد از جمعیت کل این ایالت در این شهر زندگی می‌کنند . جمعیت این شهر در سال ۲۰۰۵ برابر با ۷۰۱٬۸۳۸ نفر بوده‌است. ارتفاع آن از سطح دریا ۲۱۰ متر است.

## آب و هوا
- میانگین بالاترین دما در سال ۳۲ سلسیوس (بالاترین دما ماه ژوئن ۴۱ سلسیوس)
- میانگین پایین‌ترین دما در سال ۱۶ سلسیوس (پایین‌ترین دما ماه ژانویه و ماه دسامبر ۷ سلسیوس)
- بارش در سال ۳۲۰ میلی‌متر (بالاترین بارش ماه اوت ۸۳ میلی‌متر / پایین‌ترین بارش ماه مه و ماه آوریل ۳ میلی‌متر)

## پیشینه
پیش از رسیدن اسپانیاییها در این منطقه بومیان سری و پیما زندگی می کردند. با رسیدن اسپانیاییها در جایی که امروز شهر ارموسییو ساخته شده‌است، نخست در سال‌های ۱۷۰۰ میلادی، ۳ روستا به دست اسپنیاییهای مهاجر ساخته شد، روستای "نوسترا سنیورا دل پوپولو" (Nuestra Señora del Pópulo)، روستای "نوسترا سنیورا ده لوس آنخلس" (Nuestra Señora de Los Angeles) و "روستای سانتیسیما ترینیداد دل پیتیک" (Santísima Trinidad del Pitic). مردم بومی که در این منطقه زندگی میکردند خیلی زود اسپانیها را از این منطقه بیرون راندند. در سال ۱۷۱۶ میلادی (۱۰۹۴ خورشیدی) اسپانیاییها به کشاورزان بومی راه‌های جدید آبیاری را آموختن و این کار به توافق بومیان به رعایت قانون اسپانیا انجامید.
در سال ۱۷۲۶ میلادی (۱۱۰۴ خورشیدی)در این منطقه برای مقابله با بومیان دژی با نام "پرسیدیو د پیتیک" (Presidio de Pitic) بر پا شد. ولی وضعیت در این منطقه به زودی آرام نشد، به‌طوری که اولین کلیسا در سال ۱۷۸۷ میلادی (۱۱۶۵ خورشیدی) ساخته شد و نخستین بخش قلمرو کشیش کلیسا به‌طور رسمی در سال ۱۸۲۲ میلادی (۱۲۰۰ خورشیدی) مشخص شد.
در طول جنگ استقلال مکزیک این شهر به اسپانیا وفادار بود و محل نبرد استقلال خواهان و ارتش وفادار به اسپانیا بود. در طول جنگ با فرانسه همچنین این شهر محل نبرد ارتش شاهنشاهی و جمهوری خواه بود. در سال ۱۸۷۹ میلادی (۱۲۵۷ خورشیدی) پایتخت ایالت سونورا از شهر اریسپه به شهر ارمسییو تغییر کرد.
در سال ۱۸۸۱ میلادی (۱۲۵۹ خورشیدی) راه آهن ارتباط ارموسییو را با گوایماس و نوگالس برقرار کرد و این کار اجازه داد که با آوردن تجهیزات استخراج معدن و تجهیزات مدرن برای کشاورزی توسعه اقتصادی در منطقه به خوبی پیش برود. از آن پس، این شهر یک مرکز اقتصادی در شمال باختری مکزیک بوده‌است .
در طول انقلاب مکزیک و پس از اعدام فرانسیسکو مادرو در سال ۱۹۱۳ میلادی، ونوستیانو کارآنسا، که در آن زمان فرماندار کواویلا بود، به ارموسییو پناه آورد. در اینجا کارآنسا نهضت مشروطه را شروع کرد، و به این دلیل، ارموسییو به نام "پایتخت انقلابی کشور" معروف است.

## نام
این شهر نخست از ۳ روستا تشکیل می شد، روستای "نوسترا سنیورا دل پوپولو" (Nuestra Señora del Pópulo)، روستای "نوسترا سنیورا د لوس آنخلس" (Nuestra Señora de Los Angeles)، و روستای "سانتیسیما ترینیداد دل پیتیک" (Santísima Trinidad del Pitic). در سال‌های ۱۷۲۰ در این منطقه برای مقابله با بومیان دژی با نام "پرسیدیو د پیتیک" (Presidio de Pitic) بر پا شد که در سال‌های پس از آن این شهر به عنوان "پیتیک" شناخته می شد. در طول سال‌های جنگ استقلال مکزیک این شهر به اسپانیا وفادار بود و محل نبردی بینه استقلال خواهان و ارتش وفادار به اسپانیا بود. استقلال خواهان به فرماندگی ژنرال "خوسه ماریا گونسالس ارموسییو" (José María González Hermosillo) و به دستور میگل ایدالگو به جنگ آمده بودند و با پیروزی و استقلال مکزیک نام این شهر در سال ۱۸۲۸ میلادی (۱۲۰۶ خورشیدی) به افتخار "ژنرال ارموسییو"، ارموسییو برگزیده شد.

## امروزه
این شهر در یک دشت در کویر سونورا قرار دارد، در این شهر منطقه‌های صاف با چمن، که پشت آن تپه‌های سبزتر وجود دارد که سپس قله‌های دندانه دار پس زمینه آن است. این شهر توقفگاه بین راه برای مسافران آمریکایی است که با خودرو به سمت دریا میروند، این تنها شهری در مکزیک است که آب شهری آن تصفیه شده و آب آشامیدنی در نظر گرفته می‌شود.. این شهر یک مرکز اقتصادی عمده برای دولت سونورا به حساب میاید و حدود سی درصد از جمیعت این ایالت در این شهر زندگی می‌کنند.
امروزه در شهر ارمسییو صنعت و تولید پویاترین بخش از اقتصاد این شهر است. بخش عمده ای از این در سال‌های ۱۹۸۰ میلادی با برقراری صنعت خودرو آغاز شد، به‌طور خاص کارخانه مونتاژ، متعلق به شرکت فورد موتورس. شرکتهای الکترونیک و فناوری اطلاعات بزرگترین کارفرمایان هستند، هم در مورد درآمد و هم در مورد تعداد کارمندان. امروزه، بیست و شش شرکت عمده تولیدی، که در حدود ۶۸،۳۰۰ شغل را ایجاد کردند، به استخدام حدود سی درصد از جمعیت این شهر می پردازند. به غیر از خودرو، محصولات تولید شده در این شهر شامل تلویزیون، کامپیوتر، پردازش مواد غذایی، منسوجات، محصولات چوبی، چاپ، تلفن های همراه، مواد شیمیایی، فراورده های نفتی و پلاستیک هستند.این شهر دارای دوازده پارک صنعتی است، که بیش از یک صد شرکت تولیدی کوچک و بزرگ را در خود می گنجاند.

## شهرهای خواهرخوانده
شهر ارموسییو ۴ شهر خواهرخوانده دارد
- فینیکس٬ آمریکا
- توسان٬ آمریکا
- ارواین٬ آمریکا
- ریاض٬ عربستان

## نگارخانه

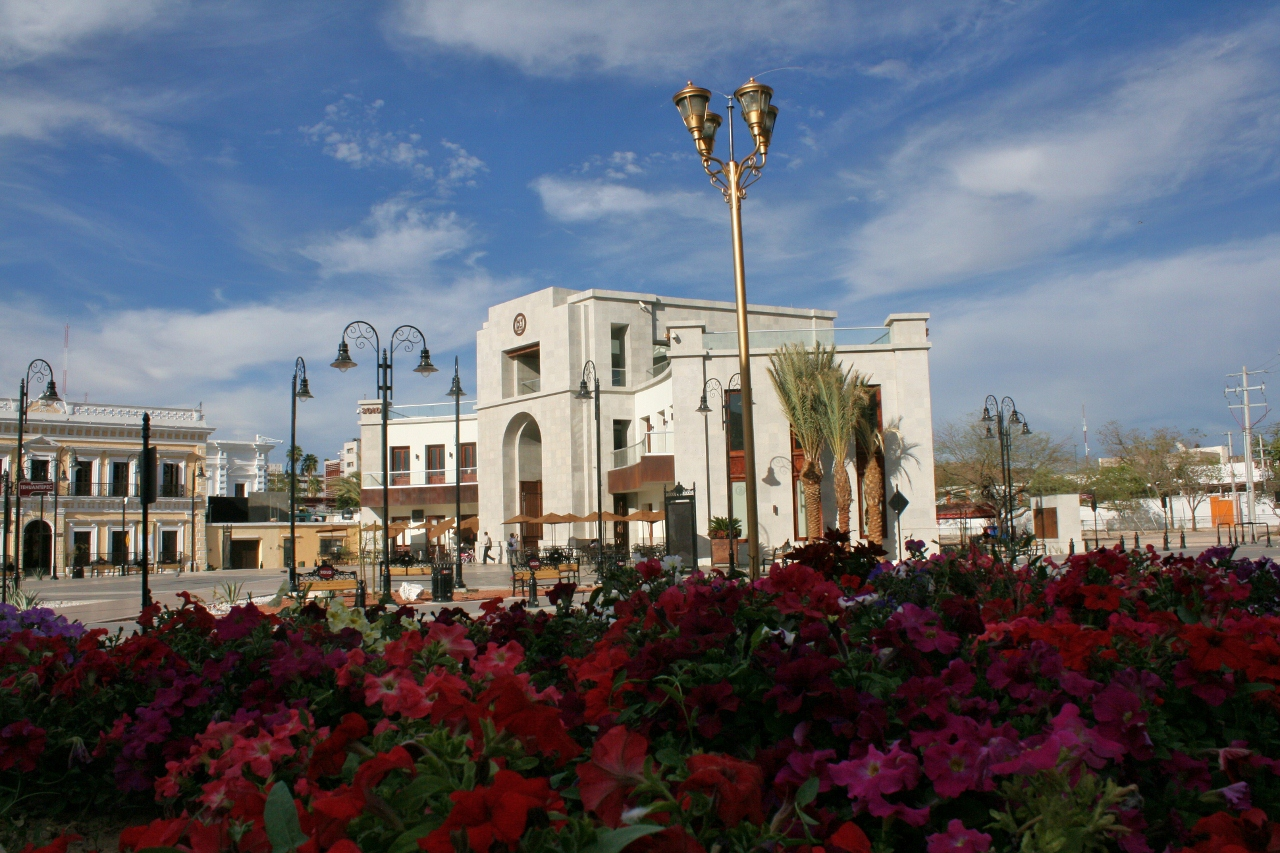
میدان دو صده (Plaza Bicentenario)
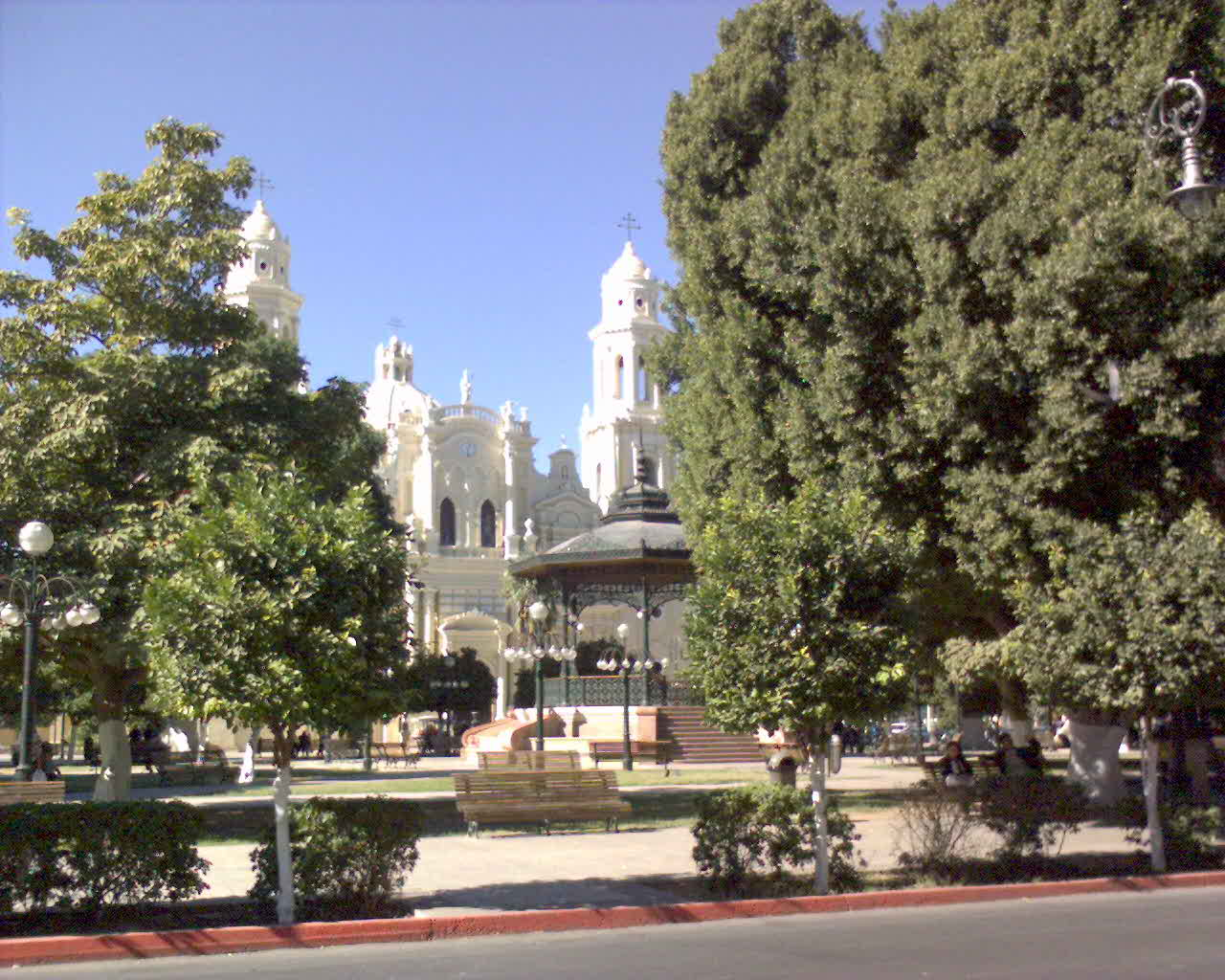
کلیسای مرکز شهر (کاتدرال اسونسون)
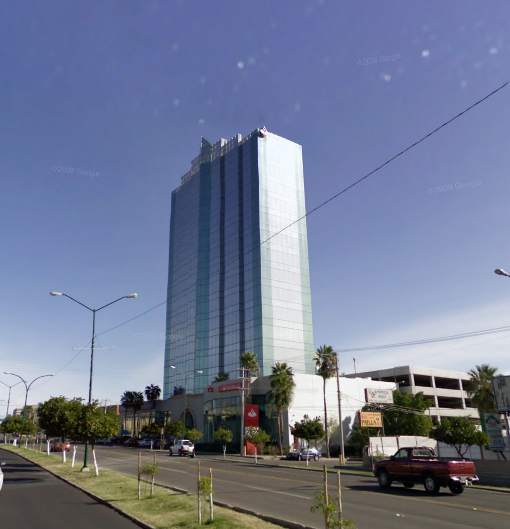
ساختمان‌های اداری
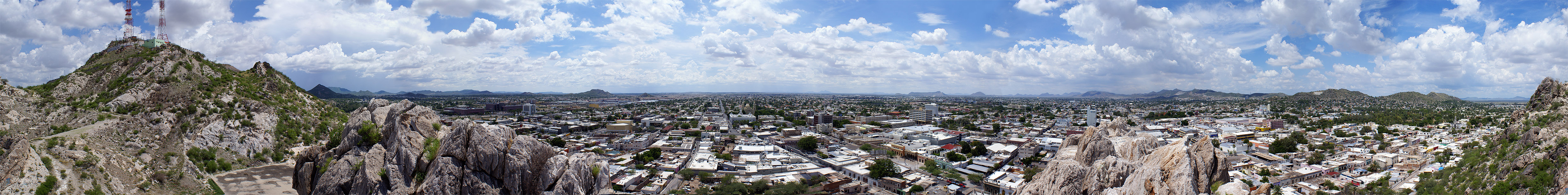
چشمانداز شهر
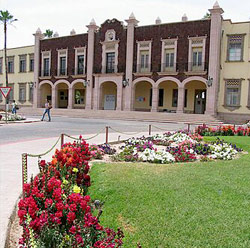
دانشگاه سونورا
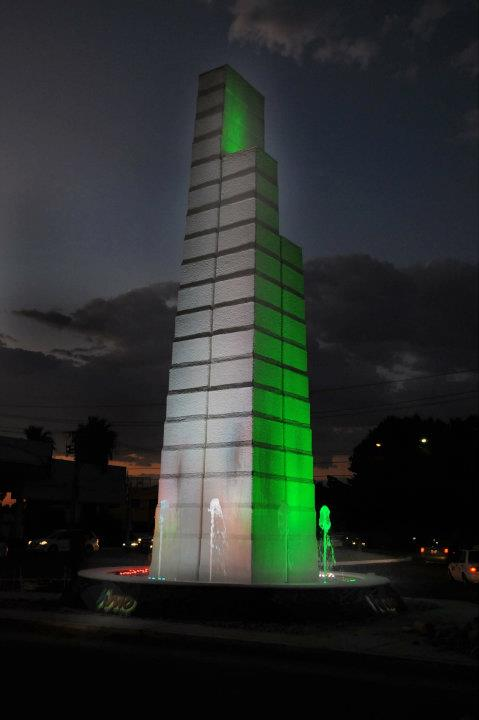
میدان ۳ بلوار